# Маліков Юрій Федорович
Юрій Федорович Маліков (6 липня 1943 , Ростов-на-Дону ) — радянський і російський музикант-виконавець, продюсер, режисер музичних програм на естраді, творець і керівник ВІА «Самоцвіти», Народний артист Росії (2007).

## Біографія
Народився 6 липня 1943 року в Ростовській області, в сім'ї Федора Михайловича (1915—1994) і Раїси Іванівни (1922—1993) Малікових. Дядько — Яків Михайлович Маліков (1921—1973).
У 1957 році з відзнакою закінчив індустріальний технікум у Подольську. Саме там Юрій серйозно захопився музикою і почав грати на контрабасі. У 1958—1960 роках навчався у вечірній музичній школі в Подольську. У цей час від Московської обласної філармонії до Подольска приїхав виступати великий симфонічний оркестр. Юрій познайомився з контрабасистом Володимир Михальовим, який запросив його до Москви.
З 1962—1965 року навчався в Музичному училищі імені Іпполітова-Іванова. У 1965—1969 роках навчався в Московській державній консерваторії імені П. І. Чайковського по класу контрабаса, завідувач кафедрою віолончелі і контрабаса — Мстислав Леопольдович Ростропович. Перебував у складі музичного колективу з гастролями у Японії, де зумів придбати музичну апаратуру.
У 1970 році Юрій Маліков приступив до створення вокально-інструментального ансамблю «Самоцвіти». Перший концерт відбувся влітку 1971 року. в залі «Ермітаж» у Москві. Серед відомих пісень колективу такі, як: «Увезу тебя в тундру», «Мой адрес — Советский Союз», «Там, за облаками», «Вся жизнь впереди», «Не повторяется такое никогда», «Всё, что в жизни есть у меня», «Экипаж — одна семья», «Школьный бал» (вик. Валентин Дьяконов), «Если будем мы вдвоём» (вик. Анатолій Могилевський), «Верба», «У деревни Крюково», «Добрые приметы», «БАМовский вальс», «Али-Баба», «Салют, фестиваль!» та ін.
|  | «У 1971-му відбувся перший концерт. У нас за ці роки в колективі працювало понад 50 чоловік. З кожним розлучатися важко було. Рядки пісень, які ми співали, стали крилатими фразами. Наприклад, говорять: «Не надо печалиться», «мир не прост». Коли інші артисти стали виконувати наші композиції, я сказав дочки Інні: «І ти співай!» Це було 15 років тому. Я її загітував», - підсумував Юрій Федорович. |

У 2000 році в зв'язку з 30-річчям ансамблю «Самоцвіти», Юрій Маліков отримав звання лауреата національної музичної премії «Овація» і «Золотий грамофон» Русского радио.
У 2007 році Юрію Малікову присвоєно звання Народного артиста Російської Федерації за великі заслуги в розвитку музичного та естрадного мистецтва.
Юрій Маліков є членом Президії виправлення Міжнародної Спілки діячів естрадного мистецтва, активно бере участь в заходах творчої Спілки. Проводить благодійну роботу у військових госпіталях для службовців правоохоронних органів, для інвалідів праці та війни.
У 2016 році нагороджений орденом Дружби.

## Захоплення
Захоплюється спортом: футболом, легкою атлетикою, цікавиться архітектурою, подорожує.
Улюблений письменник — ФедірДостоєвський.

## Освіта
- З 1957—1961 року навчався в індустріальному технікумі (Подольськ).
- У 1958—1960 роках навчався у вечірній музичній школі (Подольськ).
- З 1962 по 1965 роки навчався в Музичному училищі імені Іпполітова-Іванова (Москва).
- У 1969 році закінчив Московську консерваторію імені П. І. Чайковського по класу контрабаса.

## Кар'єра
У 1970 році Юрій Маліков приступив до створення вокально-інструментального ансамблю " Самоцвіти ". З тих пір його життя пов'язане з цим колективом.

Юрій Федорович брав участь в підготовці авторських концертів відомих російських композиторів Олександри Пахмутової, Давида Тухманова, В'ячеслава Добриніна, Олега Іванова, Володимира Шаїнського, поетів Роберта Рождественського, Миколи Добронравова, Леоніда Дербеньова та інших.

## Нагороди та визнання
- Заслужений артист РРФСР (1986);
- Народний артист Російської Федерації (2007);
- Член президії Міжнародної спілки діячів естрадного мистецтва;
- Лауреат національних премій «Овація» і «Золотий грамофон»
- Нагороджений орденом Дружби (2016)[4].

## Родина
- Батько — Федір Михайлович Маліков (4 березня 1915 — 16 серпня 1994[5]).

- Мати — Раїса Іванівна Малікова (4 серпня 1922 — 23 березня 1993[6]).

- Дружина (з 1966) — Людмила Михайлівна В'юнкова (нар.. 2 квітня 1945). Познайомилися 1966 року[2]. У минулому танцівниця, солістка балету Московського мюзик-холу, з 1984 року до початку 1990-х років була солісткою «Самоцвітів», зараз — директор концертного колективу Дмитра Малікова.

- - Син — Дмитро Маліков (нар.. 29 січня 1970), співак, народний артист Росії. З 1992 по 2000 рік жив з Оленою В'ячеславівною Ізаксон у фактичному шлюбі, а з 2000 — в офіційному.

- -     - Внучка — Стефанія Дмитрівна Малікова (нар.. 13 лютого 2000), студентка МДІМВ, закінчила гімназію "Жуковка''.

- -     - Онук — Марк Дмитрович Маліков (нар.. 24 січня 2018).

- - Дочка — Інна Малікова (нар.. 1 січня 1977), співачка, заслужена артистка Росії. До 2011 року було одружена з бізнесменом Володимиром Антонічуком.

- -     - Онук — Дмитро Володимирович Маліков (нар.. 26 січня 1999).